# QtScript
QtScript — скриптовый язык, который, начиная с версии 4.3.0, является составной частью Qt .
Язык основан на стандарте ECMAScript с некоторыми расширениями, такими как возможность соединения с сигналами и слотами объектов QObject.
Использование QtScript (или QSA для более ранних версий Qt) позволяет легко превратить Qt-приложение в полностью переконфигурируемую программную платформу[прояснить].
QtScript Binding Generator предлагает привязки Qt API, чтобы использовать классы Qt прямо из ECMAScript.
С выходом Qt 5.5 (выпущен 1 июля 2015 года), QtScript был объявлен устаревшим.

## QSA
Ранее Trolltech поставлял библиотеку QSA (Qt Script for Applications) в виде бинарных файлов. С выпуском QtScript эта библиотека была названа устаревшей, и начиная с 2008 года более не поддерживается.

## Применение
QtScript в частности используется в:
- Amarok — начиная со 2-й версии.
- Ananas — достаточно известная попытка написать открытый кроссплатформенный аналог 1С:Предприятия.
- Kate — текстовый редактор.

## QtLua
Альтернативой поставляемому в составе пакета Qt интерпретатору JavaScript может служить пакет QtLua, позволяющий расширять Qt-приложения с помощью Lua-скриптов.